# 朗布爾沙達爾烏帕齊拉
朗布爾沙達爾乌帕齐拉是孟加拉国朗布爾縣的一个乌帕齐拉，位於朗布爾专区的朗布爾縣。。

## 人口
據1991年孟加拉國人口普查，朗布爾沙達爾共有戶數89,651戶，人口494317人。其中男性佔比52.44%，女性佔比47.56%；成年人口251,530人。該地7歲以上人口之平均識字率為37.4%。